# Bromelia hemisphaerica
Espèce
Classification phylogénétique
Synonymes
- Bromelia tejupilcana Matuda
- Bromelia wercklei Mez

Bromelia hemisphaerica est une espèce de plantes à fleurs de la famille des Bromeliaceae, originaire des régions tropicales d'Amérique centrale et de l'extrême nord-ouest de l'Amérique du Sud.

## Synonymes
- Bromelia tejupilcana Matuda[1] ;
- Bromelia wercklei Mez[1].

## Distribution
L'espèce est présente au Mexique, en Amérique central, notamment au Salvador, au Costa Rica, au Honduras, au Nicaragua, au Panama et en Amérique du Sud en Colombie.

## Description
L'espèce est hémicryptophyte.